# Kleiweg
Ein Kleiweg ist eine Straße aus Lehm bzw. Klei, die bis weit ins 19. Jahrhundert hinein in Lehmgebieten wie etwa Ostfriesland und den Niederlanden üblich war. Der Name rührt von am Schuh klebenbleibendem Lehm. Noch heute existieren zahlreiche Straßennamen „Kleiweg“, so etwa in Rotterdam und Gouda.